# Internationella olympiska kommitténs ledamöter

Den Olympiska flaggan designades år 1913 men användes först 1920

Internationella olympiska kommitténs ledamöter är individuellt utsedda av IOK. De är därför IOK:s representanter i sina respektive hemländer, där de har uppgiften att företräda den olympiska rörelsens intressen. De är således ej nationella representanter i IOK. Den totala summan av ledamöter i IOK får inte överstiga 115. 1999 ändrades reglerna för sammansättningen av IOK och ledamotsantalet delades upp i fyra kvoter:
- 15 ledamöter skall vara aktiva (eller nyligen aktiva) olympiska idrottare, som utses av övriga idrottare vid sommar- respektive vinter-OS
- 15 ledamöter skall komma från internationella idrottsförbund.
- 15 ledamöter skall komma från nationella olympiska kommittéer
- 70 ledamöter är individuella ledamöter som kan ha vilken bakgrund som helst.

Samtidigt infördes en nomineringskommitté, och en åldersgräns. I slutet av det kalenderåret då de fyller 70 år avgår ledamöterna. Denna regel tillämpas dock inte på de som utsågs före det 110:e sammanträdet (11 december 1999); dessa måste avgå senast vid 80 års ålder. Mandatperioden för IOK-ledamöter är 8 år, och de kan väljas om.
IOK:s ledamöter samlas en gång om året, i Lausanne, Schweiz.

## Nuvarande ledamöter i den Internationella olympiska kommittén
| Ledamot                           | Land                    | Ledamot sedan | F.d tävlande i Olympiska spelen | Annan styrelse                         |  |
| --------------------------------- | ----------------------- | ------------- | ------------------------------- | -------------------------------------- |  |
| Nawaf Faisal Fahd Abdulaziz       | Saudiarabien            | 2002          |                                 |                                        |  |
| Tamás Aján                        | Ungern                  | 2000          |                                 |                                        |  |
| Prinsessan Haya bint Al Hussein   | Förenade arabemiraten   | 2007          | hästsport (2000)                |                                        |  |
| Ahmad Al-Sabah                    | Kuwait                  | 1992          |                                 |                                        |  |
| Tamim bin Hamad Al-Thani          | Qatar                   | 2002          |                                 |                                        |  |
| Albert II av Monaco               | Monaco                  | 1985          | bob (1988-2002)                 |                                        |  |
| Shahid Ali                        | Pakistan                | 1996          |                                 |                                        |  |
| Beatrice Allen                    | Gambia                  | 2006          |                                 |                                        |  |
| Anne, prinsessa av Storbritannien | Storbritannien          | 1988          | hästsport (1976)                |                                        |  |
| Thomas Bach                       | Tyskland                | 1991          | fäktning                        |                                        |  |
| Patrick Baumann                   | Schweiz                 | 2007          | fäktning                        |                                        |  |
| Fernando Bello                    | Portugal                | 1989          | segling (1968-1972)             |                                        |  |
| Sepp Blatter                      | Schweiz                 | 1999          |                                 | FIFA (Fotboll)                         |  |
| Valeri Borzov                     | Ukraina                 | 1994          | friidrott (1972-1976)           |                                        |  |
| Andrès Botero Phillipsbourne      | Colombia                | 2007          |                                 |                                        |  |
| Els van Breda-Vriesman            | Nederländerna           | 2001          |                                 | FIH (landhockey)                       |  |
| Sergej Bubka                      | Ukraina                 | 1999          | friidrott (1988-2000)           |                                        |  |
| Franco Carraro                    | Italien                 | 1982          |                                 |                                        |  |
| Richard Carrión                   | Puerto Rico             | 1990          |                                 |                                        |  |
| Patrick Chamunda                  | Zambia                  | 2002          |                                 |                                        |  |
| Ung Chang                         | Nordkorea               | 1996          |                                 |                                        |  |
| Ottavio Cinquanta                 | Italien                 | 1996          |                                 |                                        |  |
| John Coates                       | Australien              | 2001          |                                 |                                        |  |
| Phil Coles                        | Australien              | 1982          | kanotsport (1960-1968)          |                                        |  |
| Phil Craven                       | Storbritannien          | 2003          |                                 |                                        |  |
| Bob Ctvrtlik                      | USA                     | 1999          | volleyboll (1988-1996)          |                                        |  |
| Anita DeFrantz                    | USA                     | 1986          | rodd (1976)                     |                                        |  |
| Manuela Di Centa                  | Italien                 | 1999          | skidåkning (1984-1998)          |                                        |  |
| Lamine Diack                      | Senegal                 | 1999          |                                 | IAAF (friidrott)                       |  |
| Alpha Ibrahim Diallo              | Guinea                  | 1994          |                                 |                                        |  |
| Iván Dibós                        | Peru                    | 1982          |                                 |                                        |  |
| Guy Drut                          | Frankrike               | 1996          | friidrott (1972-1976)           |                                        |  |
| Jim Easton                        | USA                     | 1994          |                                 |                                        |  |
| Hicham El Guerrouj                | Marocko                 | 2004          | friidrott (1996-2004)           |                                        |  |
| Nawal El Moutawakel               | Marocko                 | 1998          | friidrott (1984)                |                                        |  |
| Fransisco Elizalde                | Filippinerna            | 1985          |                                 |                                        |  |
| Rania Elwani                      | Egypten                 | 2004          | simning (1992-2000)             |                                        |  |
| René Fasel                        | Schweiz                 | 1995          |                                 | IIHF (ishockey)                        |  |
| Timothy Fok                       | Hongkong, Kina          | 2001          |                                 |                                        |  |
| Frankie Fredericks                | Namibia                 | 2004          | friidrott (1992-1996)           |                                        |  |
| Anton Geesink                     | Nederländerna           | 1987          | judo (1964)                     |                                        |  |
| Alex Gilady                       | Israel                  | 1994          |                                 |                                        |  |
| Reynaldo González López           | Kuba                    | 1995          |                                 |                                        |  |
| Kevan Gosper                      | Australien              | 1977          | friidrott (1956-1960)           |                                        |  |
| João Havelange                    | Brasilien               | 1963          | simning/vattenpolo (1936, 1952) |                                        |  |
| Issa Hayatou                      | Kamerun                 | 2001          |                                 |                                        |  |
| Zhenliang He                      | Kina                    | 1981          |                                 |                                        |  |
| Gerhard Heiberg                   | Norge                   | 1994          |                                 |                                        |  |
| Henri av Luxemburg                | Luxemburg               | 1998          |                                 |                                        |  |
| Patrick Hickey                    | Irland                  | 1995          |                                 |                                        |  |
| Nicole Hoevertsz                  | Aruba                   | 2006          | konstsim (1984)                 |                                        |  |
| Kai Holm                          | Danmark                 | 2002          |                                 |                                        |  |
| Stefan Holm                       | Sverige                 | 2013          | Höjdhopp                        |                                        |  |
| Chiharu Igaya                     | Japan                   | 1982          | alpin skidåkning (1952-1960)    |                                        |  |
| Tunku Imran                       | Malaysia                | 2006          |                                 |                                        |  |
| Nat Indrapana                     | Thailand                | 1990          |                                 |                                        |  |
| Willi Kaltschmitt Luján           | Guatemala               | 1988          |                                 |                                        |  |
| Gian-Franco Kasper                | Schweiz                 | 2000          |                                 |                                        |  |
| Kipchoge Keino                    | Kenya                   | 2000          | friidrott (1964-1972)           |                                        |  |
| Barbara Kendall                   | Nya Zeeland             | 2005          | vindsurfing (1992-2004)         |                                        |  |
| Toni Khoury                       | Libanon                 | 1995          |                                 |                                        |  |
| Jean-Claude Killy                 | Frankrike               | 1995          | alpin skidåkning (1964-1968)    |                                        |  |
| Saku Koivu                        | Finland                 | 2006          | ishockey (1994-2006)            |                                        |  |
| Mustapha Larfaoui                 | Algeriet                | 1995          |                                 |                                        |  |
| Lee Kun-hee                       | Sydkorea                | 1996          |                                 |                                        |  |
| Gunilla Lindberg                  | Sverige                 | 1996          |                                 |                                        |  |
| Julio César Maglione              | Uruguay                 | 1996          |                                 |                                        |  |
| Robin Mitchell                    | Fiji                    | 1994          |                                 |                                        |  |
| Samih Moudallal                   | Syrien                  | 1998          |                                 |                                        |  |
| Roque Muñoz Peñá                  | Dominikanska Republiken | 1983          |                                 |                                        |  |
| Mohamed Mzali                     | Tunisien                | 1965          |                                 |                                        |  |
| Youssoupha Ndiaye                 | Senegal                 | 2002          |                                 |                                        |  |
| Ser Miang Ng                      | Singapore               | 1998          |                                 |                                        |  |
| Lambris Nikolaou                  | Grekland                | 1986          |                                 |                                        |  |
| Prinsessan Nora av Liechtenstein  | Liechtenstein           | 1984          |                                 |                                        |  |
| Carlos Nuzman                     | Brasilien               | 2000          | volleyboll (1964)               |                                        |  |
| Francis Nyangweso                 | Uganda                  | 1988          | boxning (1960)                  |                                        |  |
| Shun-ichiro Okano                 | Japan                   | 1990          | fotboll (1968)                  |                                        |  |
| Denis Oswald                      | Schweiz                 | 1991          | rodd (1968-1976)                | FISA (rodd)                            |  |
| Lassana Palenfo                   | Elfenbenskusten         | 2000          |                                 |                                        |  |
| Mario Pescante                    | Italien                 | 1994          |                                 |                                        |  |
| Alexander Zjukov                  | Ryssland                | 2013          |                                 |                                        |  |
| Dick Pound                        | Kanada                  | 1978          | simning (1960)                  |                                        |  |
| Sam Ramsamy                       | Sydafrika               | 1995          |                                 |                                        |  |
| Craig Reedie                      | Storbritannien          | 1994          |                                 |                                        |  |
| Francesco Ricci Bitti             | Italien                 | 2006          |                                 |                                        |  |
| Antonio Rodríguez                 | Argentina               | 1990          |                                 |                                        |  |
| Jacques Rogge                     | Belgien                 | 1991          | segling (1968-1976)             |                                        |  |
| Mounir Sabet                      | Egypten                 | 1998          |                                 |                                        |  |
| Juan Antonio Samaranch Salisachs  | Spanien                 | 2001          |                                 |                                        |  |
| Melitón Sánchez Rivas             | Panama                  | 1998          |                                 |                                        |  |
| Pál Schmitt                       | Ungern                  | 1983          | fäktning (1968-1976)            |                                        |  |
| Rebecca Scott                     | Kanada                  | 2006          | skidåkning (1998-2006)          |                                        |  |
| Austin Sealy                      | Barbados                | 1994          |                                 |                                        |  |
| Randhir Singh                     | Indien                  | 2001          |                                 |                                        |  |
| Rita Subowo                       | Indonesien              | 2007          |                                 |                                        |  |
| Irena Szewińska                   | Polen                   | 1998          | friidrott (1964-1980)           |                                        |  |
| Peter Tallberg                    | Finland                 | 1976          | segling (1960-1980)             |                                        |  |
| Mrs Yelena Isinbayeva             | Ryssland                | 2016          |                                 |                                        |  |
| Walther Tröger                    | Tyskland                | 1989          |                                 |                                        |  |
| Mario Vázques Raña                | Mexiko                  | 1991          |                                 |                                        |  |
| Olegario Vázquez Raña             | Mexiko                  | 1995          | skytte (1964-1976)              |                                        |  |
| Hein Verbruggen                   | Nederländerna           | 2006          |                                 | 1996-2005 ordförande för UCI (cykling) |  |
| Antun Vrdoljak                    | Kroatien                | 1995          |                                 |                                        |  |
| Leo Wallner                       | Österrike               | 1998          |                                 |                                        |  |
| Willem-Alexander av Nederländerna | Nederländerna           | 1998          |                                 |                                        |  |
| Ching-Kuo Wu                      | Taiwan                  | 1988          |                                 |                                        |  |
| Zaiqing Yu                        | Kina                    | 2000          |                                 |                                        |  |
| Jan Železný                       | Tjeckien                | 2004          | friidrott (1988-2004)           |                                        |  |

## Internationella olympiska kommitténs hedersledamöter
De allra flesta hedersledamöterna är tidigare ledamöter, som efter att ha avslutat uppdraget utsetts till hedersledamöter. Notera dock att inte alla tidigare ledamöter blir hedersledamöter.
| Ledamot                                                  | Land             | Ledamot sedan | Hedersledamot sedan | F.d tävlande i Olympiska spelen | Anmärkning                                   |
| -------------------------------------------------------- | ---------------- | ------------- | ------------------- | ------------------------------- | -------------------------------------------- |
| Henry Adefope                                            | Nigeria          | 1985          | 2006                |                                 |                                              |
| Berthold Beitz                                           | Tyskland         | 1972          | 1988                |                                 | Ordförande för Olympic Museum Foundation     |
| Infanta Doña Pilar de Borbón                             | Spanien          | 1996          |                     |                                 |                                              |
| Vladimir Cernusak                                        | Slovakien        | 1981          | 2002                |                                 |                                              |
| Gunnar Ericsson                                          | Sverige          | 1965          | 1996                |                                 |                                              |
| Mary Alison Glen-Haig                                    | Storbritannien   | 1982          | 1994                | fäktning (1948-1960)            |                                              |
| Konstantin Glücksborg (f.d. Konstantinos II av Grekland) | Grekland Danmark | 1963          | 1974                | segling (1960)                  |                                              |
| Abdel Mohamed Halim                                      | Sudan            | 1963          | 1988                |                                 |                                              |
| Tan Seri Hamzah bin Haji Abu Samah                       | Malaysia         | 1978          |                     |                                 |                                              |
| Günther Heinze                                           | Tyskland         | 1981          | 1992                |                                 |                                              |
| Maurice Herzog                                           | Frankrike        | 1970          | 1995                |                                 |                                              |
| Niels Holst-Sørensen                                     | Danmark          | 1977          | 2002                | friidrott (1948)                |                                              |
| Henry Heng Hsu                                           | Taiwan           | 1970          |                     |                                 |                                              |
| Flor Isava-Fonseca                                       | Venezuela        | 1981          | 2002                |                                 |                                              |
| Henry Kissinger                                          | USA              | -             | 2000                |                                 | "Honor member"                               |
| Ashwini Kumar                                            | Indien           | 1973          | 2000                |                                 |                                              |
| Arne Ljungqvist                                          | Sverige          | 1994          | 2012                | friidrott (1952)                |                                              |
| Jean av Luxemburg                                        | Luxemburg        | 1946          | 1998                |                                 |                                              |
| Shagdarjav Magvan                                        | Mongoliet        | 1977          | 2007                |                                 |                                              |
| Anani Matthia                                            | Togo             | 1983          | 2007                |                                 |                                              |
| Fidel Mendoza Carrasquilla                               | Colombia         | 1988          | 2006                |                                 |                                              |
| Pedro Ramírez Vázquez                                    | Mexiko           | 1972          | 1995                |                                 |                                              |
| Ram Ruhee                                                | Mauritius        | 1988          |                     |                                 |                                              |
| Juan Antonio Samaranch                                   | Spanien          | 1966          | 2001                |                                 | Hedersordförande; IOK:s ordförande 1980-2001 |
| Borislav Stanković                                       | Serbien          | 1988          | 2006                |                                 |                                              |
| Tay Wilson                                               | Nya Zeeland      | 1988          | 2006                |                                 |                                              |
| James Worrall                                            | Kanada           | 1967          | 1989                | friidrott (1936)                |                                              |

## Några tidigare ledamöter av Internationella olympiska kommittén
| Ledamot                | Land           | Ledamot sedan | Till  | F.d tävlande i Olympiska spelen | Övrigt                                                                                    |
| ---------------------- | -------------- | ------------- | ----- | ------------------------------- | ----------------------------------------------------------------------------------------- |
| Rubén Acosta Hernández | Mexiko         | 2000          | 2004  |                                 | Avgick efter dispyt om pengar från VM i volleyboll 2002; ordförande för FIVB (volleyboll) |
| Wajid Ali              | Pakistan       | 1959          | 1996  |                                 | Satt hela sin mandatperiod.                                                               |
| Roland Baar            | Tyskland       | 1999          | 2004  | Rodd (1988-1996)                | Satt hela sin mandatperiod.                                                               |
| Charmaine Crooks       | Kanada         | 1996          | 2004  | friidrott (1984-1996)           | Satt hela sin mandatperiod.                                                               |
| Sigfrid Edström        | Sverige        | 1920          | 1952  |                                 | Ordförande 1946-1952                                                                      |
| Gunnar Ericsson        | Sverige        | 1965          | 1996  |                                 | Satt hela sin mandatperiod.                                                               |
| Manuel Estiarte        | Spanien        | 2000          | 2004  | vattenpolo (1980-2000)          | Satt hela sin mandatperiod.                                                               |
| Nikos Filaretos        | Grekland       | 1981          | 2006  |                                 | Satt hela sin mandatperiod.                                                               |
| Bruno Grandi           | Italien        | 2000          | 2004  |                                 | Satt hela sin mandatperiod.                                                               |
| Bob Hasan              | Indonesien     | 1994          | 2004  |                                 | Avstängd för korruption                                                                   |
| Mostafa Hashemi Taba   | Iran           | 2000          | ?     |                                 | Krävde att Israel skulle uteslutas från de olympiska spelen                               |
| Paul Henderson         | Kanada         | 2000          | 2004  | segling (1964-1968)             | Satt hela sin mandatperiod.                                                               |
| Marc Hodler            | Schweiz        | 1963          | 2006  |                                 |                                                                                           |
| Lord Killanin          | Storbritannien | 1952          | 1980  |                                 | Ordförande 1972-1980                                                                      |
| Kikis Lazarides        | Cypern         | 2002          | 2006  |                                 | Satt hela sin mandatperiod.                                                               |
| Kéba Mbaye             | Senegal        | 1973          | 2002  |                                 | Satt hela sin mandatperiod.                                                               |
| François Narmon        | Belgien        | 2002          | 2004  |                                 | Satt hela sin mandatperiod.                                                               |
| Kevin O'Flanagan       | Irland         | 1976          | 1995  |                                 | Satt hela sin mandatperiod.                                                               |
| Susie O'Neill          | Australien     | 2000          | 2005  | simning (1992-2000)             | Avgick av familjeskäl                                                                     |
| Yong Sung Park         | Sydkorea       | 2002          | 2007  |                                 | Suspenderad från 2006-2007 efter dom för förskingring; aktiv i IJF (judo)                 |
| Matthew Pinsent        | Storbritannien | 2002          | 2004  | rodd (1992-2000)                | Satt hela sin mandatperiod.                                                               |
| Clarence von Rosen     | Sverige        | 1900          |       |                                 |                                                                                           |
| Philipp von Schoeller  | Österrike      | 1977          | 2000  |                                 | Satt hela sin mandatperiod.                                                               |
| Henri Sérandour        | Frankrike      | 2000          | 2007  |                                 | Fälld för korruptionsbrott 2006                                                           |
| Ivan Slavkov           | Bulgarien      | 1987          | 2005  |                                 | Avstängd för påstådd korruption.                                                          |
| Ådne Søndrål           | Norge          | 2002          | 2006? | skridsko (1992-2002)            |                                                                                           |
| Pernilla Wiberg        | Sverige        | 2002          | 2010  | alpin skidåkning (1992-2002)    |                                                                                           |
| Kim Un-Yong            | Sydkorea       | 1986          | 2005  |                                 | Avgick sedan han dömts för korruption och förskingring i sitt hemland.                    |
| Deng Yaping            | Kina           | 1997          |       |                                 |                                                                                           |

## Ursprungliga ledamöter i Internationella olympiska kommittén
| Ledamot                        | Land           | Sedan | Till | Övrigt                                          |
| ------------------------------ | -------------- | ----- | ---- | ----------------------------------------------- |
| Pierre de Coubertin            | Frankrike      | 1894  | 1925 | sekreterare (1894-1896), ordförande (1896-1925) |
| Charles Herbert                | Storbritannien | 1894  | 1906 |                                                 |
| William Milligan Sloane        | USA            | 1894  | 1924 |                                                 |
| Demetrius Vikelas              | Grekland       | 1894  | 1897 | ordförande (1894-1896)                          |
| Ernest Callot                  | Frankrike      | 1894  | 1913 | Kassör (1894-1895)                              |
| Mario Lucchesi-Palli           | Italien        | 1894  | 1894 |                                                 |
| Alexei de Butowski             | Ryssland       | 1894  | 1900 |                                                 |
| Jiří Guth-Jarkovský            | Böhmen         | 1894  | 1943 | Från 1918 representerande Tjeckoslovakien       |
| Viktor Balck                   | Sverige        | 1894  | 1921 |                                                 |
| Leonard A. Cuff                | Nya Zeeland    | 1894  | 1905 |                                                 |
| Jose Zubiaur                   | Argentina      | 1894  | 1907 |                                                 |
| Arthur Oliver Villiers Russell | Storbritannien | 1894  | 1898 |                                                 |
| Ferenc Kemeny                  | Ungern         | 1894  | 1907 |                                                 |